# Ignatz Urban
Ignaz Urban (Warburg, Alemania, 7 de enero de 1848 - Berlín, 7 de enero de 1931) fue un botánico alemán, especialista en la flora de América tropical.

## Biografía
Urban estudió Filología y Ciencias Naturales en la Rheinische Friedrich-Wilhelms-Universität de Bonn y en la Humboldt-Universität de Berlín, donde en 1873 como alumno del Prof. Paul F. A. Ascherson consiguió el doctorado. De 1873 a 1878 trabajó como profesor de Pedagogía en Berlin-Lichterfelde. Durante este periodo publicó artículos sobre la Flora local de Berlin-Lichterfelde y especialmente sobre el trébol del caracol.
En 1878, cuando tenía 30 años, el Prof. Dr. Urban era el primer asistente del Jardín botánico de Schöneberg, en 1883 pasó a ser conservador y a la muerte del Director August W. Eichler 1887 a 1889 fue director interino hasta la toma del cargo del sucesor Adolf Engler. De 1889 a 1913 fue el subdirector y profesor en el Botanischen Garten und Botanischen Museum Berlin en Dahlem. Estuvo involucrado en el traslado del antiguo jardín botánico que estaba situado en el actual Kleistpark en Schöneberg hasta el emplazamiento actual de Dahlem (hecho que ocurrió entre 1899 y 1910). En 1903 consiguió el título distintivo de asesor secreto.
Urban se especializó en la Morfología, Biología y Sistemática de las fanerógamas, la descripción de nuevos géneros y especies de plantas de flor, especialmente de los trópicos de Suramérica y del Caribe. Muchas plantas de esta región fueron nombradas y descritas por primera vez por Urban.
Una de las más notorias plantas que Urban "describió", fue la Passiflora tulae. Otra Passiflora, fue nombrada por el botánico estadounidense Ellsworth Paine Killip (1890-1968) en honor a Urban como "Passiflora urbaniana".

## Obra
- Monographia Loasacearum. Halle, Urban y Gilg , 1900
- Festschrift zur Feier des siebzigsten Geburtstages des . . .  Dr. Urban y Graebner, 1904
- Symbolae Antillanae: seu fundamenta florae Indiae occidentalis Urban, Berlín de 1898 a 1928

- La abreviatura «Urb.» se emplea para indicar a Ignatz Urban como autoridad en la descripción y clasificación científica de los vegetales.[1]

También se encuentra asociado como :
- Britton & Urban
- Ekman & Urban
- Ekman, Urban & Trelease
- King & Urban
- Krug & Urban
- Urban & Britton
- Urban & E. Ekman
- Urban & Ekman
- Urban & Gilg
- Urban, Gilg & Weigend
- Urban & Heimerl
- Urban & Hoerold
- Urban & Loesener
- Urban & Niedenzu
- Urban & Rolfe
- Urban & S. F. Blake
- Urban & Trelease
- Urban & Trelease
- Urban & Urban
- Urban & Urban

## Honores

### Eponimia
- Géneros:
- Neo-urbania Fawc. & Rendle, luego Maxillaria
- Urbania Phil. familia Verbenaceae
- Urbanodendron Mez familia Lauraceae
- Urbanoguarea F.Allam. familia Meliaceae
- Urbanolophium Melch. familia Bignoniaceae
- Urbanosciadium H.Wolff familia Apiaceae